# Licantropia Evolution
Licantropia Evolution (Ginger Snaps) è un film del 2000 diretto da John Fawcett: ha avuto due seguiti, Licantropia Apocalypse del 2004 e Licantropia (2004, prequel).

## Trama
Ginger e Brigitte sono due sorelle molto particolari. Rifiutano di integrarsi con i loro coetanei, disprezzano la società in generale, hanno uno spiccato gusto per il macabro (portano a scuola una serie di foto che le ritraggono morte), e sono unite tra loro da un legame quasi morboso, che le ha portate a fare persino un patto: morire insieme. Proprio la notte in cui Ginger ha il menarca, le due ragazze vengono aggredite da un licantropo e Ginger viene morsa. In pochi giorni la ragazza inizia a cambiare: il rapporto tra le due sorelle sembra incrinarsi e Ginger diventa sempre più aggressiva, passando dall'essere timida all'essere promiscua. La licantropia non si manifesta solo nelle notti di luna piena, ma comporta una graduale mutazione da donna a lupo. Brigitte la vuole aiutare e con l'aiuto di Sam, un giovane pusher, distilla l'essenza di aconito, un fiore che sembra avere l'effetto di rallentare la maledizione. Ma è troppo tardi: Ginger, ormai trasformata in lupo, uccide Sam, ma viene ferita a morte dalla sorella al termine di una violenta colluttazione nella fase finale del film.

## Distribuzione italiana
Nonostante il successo del film in patria e all'estero, il film è stato distribuito in Italia con molto ritardo. Prima fu trasmesso dalla Rai con il titolo originale Ginger Snaps. Poi, nel 2007, fu distribuita direttamente in Home-video l'intera saga, con un titolo completamente diverso. Ginger Snaps Back: The Beginning (2004) terzo capitolo e prequel della serie, venne cambiato in Licantropia, come se fosse il primo della serie. Ginger Snaps cambiò titolo in: Licantropia Evolution - Ritorno al presente, molto probabilmente un rimando alla fortunata saga di Underworld (il sequel si intitola Underworld: Evolution) con in più il sottotitolo Ritorno al presente. Infine Ginger Snaps: Unleashed, secondo capitolo della serie, divenne Licantropia Apocalypse.

## Progetti futuri
Grant Harvey, produttore sia del secondo che del terzo film, ha pensato che una serie TV sarebbe probabilmente il modo migliore per estendere questo fortunato franchise, anche se non è detto che le protagoniste saranno ancora Ginger e Brigitte.
Steve Hoban, altro produttore della trilogia, ha comunque messo in chiaro che per ora non ci sono piani per una nuova saga. Anche se ha lasciato qualche speranza ai fans, affermando che c'è una buona possibilità di un qualche tipo di progetto futuro riguardo a Ginger Snaps. Affermando che, sia che si tratti di un quarto film o di una serie TV, la storia ripartirà dal finale di Licantropia Apocalypse. Nel dicembre 2009 Le attrici Emily Perkins e Katharine Isabelle, durante una promozione della trilogia a Chicago, hanno risposto alle domande di alcuni fans di Ginger Snaps in merito al fatto se avrebbero ripreso i ruoli delle sorelle licantropo in ulteriori sequels, rilasciando la seguente dichiarazione:
"Ci dispiace dare tale notizia, ma è improbabile che Ginger e Brigitte abbiano ancora qualcosa da raccontare, malgrado la storia si sia conclusa con un finale aperto. Per noi è stata un'esperienza fantastica durata quasi cinque anni e che non dimenticheremo mai."
A distanza di diversi anni non si hanno più ulteriori informazioni o novità riguardo alla serie Ginger Snaps ed è ormai chiaro che il progetto sia stato abbandonato.

## Licantropia Evolution,Jennifer's BodyeSchegge di Follia
Distribuito in Italia per il solo mercato home video, Licantropia Evolution è meno noto della pellicola Jennifer's Body del 2009, con protagoniste Megan Fox e Amanda Seyfried della regista Karyn Kusama. La trama di Jennifer's Body è simile a quella di Licantropia Evolution, similitudine che ha animato un dibattito sulla somiglianza fra i due film nonostante Kusama abbia sempre sostenuto il contrario, ammettendo invece di essere stata influenzata dal cult Schegge di Follia (che avrebbe anche ispirato Amiche Cattive con Rose Mc Gowan, del 1999).